# De Prins en het Meisje
De Prins en het Meisje is een tweedelige miniserie, geproduceerd door Motel Films in samenwerking met de VPRO. De serie is geregisseerd door Peter de Baan en het scenario is van Ger Beukenkamp en is tijdens het Nederlands Film Festival met twee Gouden Kalveren bekroond: voor Beste Televisiedrama 2007 en voor het spel van hoofdrolspelers Halina Reijn en Fedja van Huêt.
De serie is een gedramatiseerde interpretatie van historische gebeurtenissen en toont de liefde tussen Mabel Wisse Smit en prins Friso. Een liefde die, nog voor ze goed en wel bestaat, op de proef wordt gesteld door de eisen van de buitenwereld.

## Verhaal
De Prins en het Meisje gaat terug naar juni 2003. Het onderzoek naar de antecedenten van Mabel is in volle gang, onder andere naar haar vriendschappen met mannen als de crimineel Klaas Bruinsma en Mohammed Sacirbey, een Bosnische politicus die in Amerika gevangen zit op verdenking van het vergokken van ontwikkelingsgeld. In die periode heeft minister-president Balkenende een viertal gesprekken met Friso en Mabel en wordt de druk op het paar om de waarheid te vertellen steeds groter. Tot ze ten slotte zelf niet meer goed weten wat de waarheid is en ze van de ene onzekerheid in de andere terechtkomen.

## Controversiële kijk op de werkelijkheid
In de film over de aanloop naar het huwelijk tussen Friso en Mabel wordt niet alleen geïnsinueerd dat Wisse Smit het bed met Bruinsma deelde, maar ook cocaïne met hem gebruikte. De film suggereert voorts dat Mabel Wisse Smit en Mohammed Sacirbey op de een of andere wijze betrokken waren bij de val van Srebrenica en dat dat de werkelijke reden was waarom premier Balkenende bezwaren had tegen het verlenen van goedkeuring van het huwelijk.

## Rolverdeling
| Personage                           | Acteur              | Functie                      |
| ----------------------------------- | ------------------- | ---------------------------- |
| Friso van Oranje-Nassau van Amsberg | Fedja van Huêt      | Kroonprins                   |
| Mabel Wisse Smit                    | Halina Reijn        | Verloofde Friso              |
| Jan Peter Balkenende                | Arnoud Bos          | Minister-President           |
| Ingrid                              | Lies Visschedijk    | Assistente Balkenende        |
| Eline                               | Pauline Greidanus   | Ex Friso                     |
| Wim Kok                             | Kees Hulst          | Voormalig Minister-President |
| Mohammed Sacirbey                   | Filip Peeters       | Ex Mabel                     |
| Constantijn der Nederlanden         | Barry Atsma         | Prins, Broer Friso           |
| Beatrix der Nederlanden             | Miryanna van Reeden | Koningin, Moeder Friso       |
| Flos Kooiman                        | Carine Crutzen      | Moeder Mabel                 |

## Opnamelocaties
- Ministerie van Algemene Zaken: Stadhuis van Rotterdam, Coolsingel 40, Rotterdam
- Renbaan: Duindigt, Waalsdorperlaan 26, Wassenaar
- Feest: Kasteel Oud-Wassenaar, Park Oud Wassenaar 1, Wassenaar
- Brug (Sacribey): Brug 387, Prins Hendrikkade 181, Amsterdam
- Hangar: Vliegbasis Soesterberg, Paltzerweg, Soest